# 秦砂丘子
秦 砂丘子（はた すなこ、1933年10月31日 - ）は日本のファッションデザイナー、カラリスト。日本のニット服飾をモード、アートの水準にまで高めた業績で、1970年に日本ファッション・エディターズ･クラブ賞（FEC賞）を受賞。

## 来歴
父 冨土原勝次 フジハラカツジは、大阪大学 医学部 卒業の外科医、二科会会員の彫刻家。 
母 冨土原淳 フジハラジュンは、日本女子大学 家政師範科 卒業、独立美術協会会員の画家。
砂丘子の大学入学を機に、居をニューヨークに移し、アート・ スチューデンツ・リーグ・オブ・ニューヨーク/THE ART STUDENTS REAGUE OF NEWYORKに在籍し、画業を推進した。１歳違いの姉 比那子 ヒナコ（ヒナコ ホヴァネス/旧姓：冨士原比那子）は・コロラトゥーラ ソプラノ歌手・シアトル在住/夫はアメリカ合衆国の作曲家・ALAN HOVHANESS アラン ホヴァネス）という家庭で育つ。

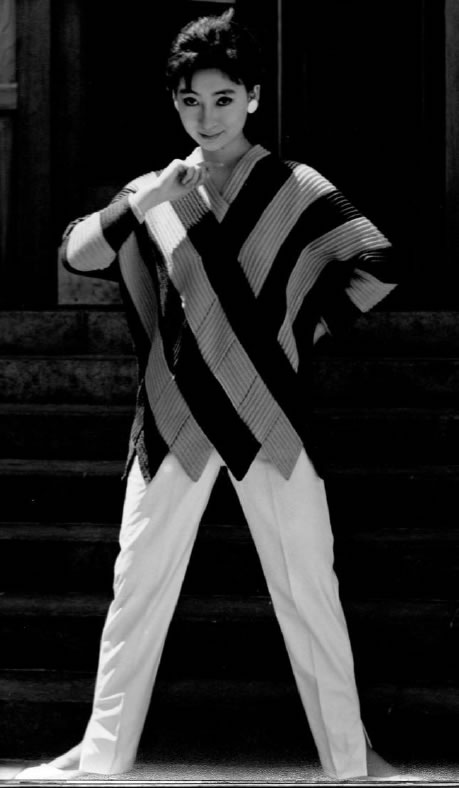
秦万紀子PARIS COLLECTION出展作品「東の風」のモデルをする砂丘子

神戸女学院大学在学中に秦万紀子と出会い卒業後、養女となり万紀子の事業全般を支える（本名：秦 砂子）。

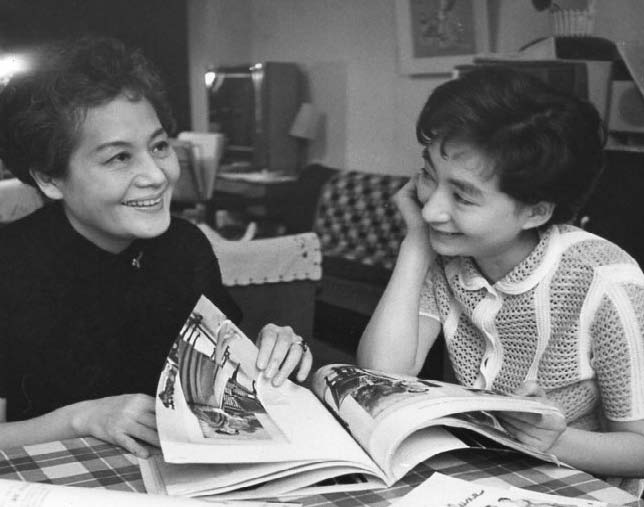
左:万紀子と砂丘子

秦万紀子の急逝で一般財団法人白南風社(しらはえしゃ) 理事長となり、ニット作品の付加価値を加えることを目的としてデザインと色彩を教える。
1970年にニットをモード さらにアートの世界まで高めた功績により 日本ファッション・エディターズ賞（FEC賞）を受賞。
和田三造色彩賞、CSデザイン特別賞と受賞を重ね、その活動はFASHIONの世界を超え、環境アートの場を創っていった。
日本のカラーデザインの向上を目指す 一般社団法人日本流行色協会（JAFCA）のアドバイサリーボードメンバーで、JAFCAカラー、インターカラーの提案にカラリストとして長年関わっている。
日本色研事業株式会社「ファッション カラー誌」編集にも同様に携わり貢献。
東京・名古屋・大阪モード学園で年2回「ファッション・トレンド分析」の集中講座を行う。
SUNAKO HATA COLOR SEMINAR 主宰、STUDIO SUNAKO HATA 主宰。

## 受賞
- 日本ファッション・エディターズ･クラブ賞（FEC賞） 1970年
- 第７回和田三造色彩賞受賞 1991年
- 第８回CSデザイン賞 実験部門 金賞受賞 1994年

## 年譜
- 1957年　神戸女学院大学　文学部　卒業
- 1961年2月　パリで開催した「秦万紀子コレクション」の準備のため、万紀子の秘書として４ヶ月前にフランスに渡り、協賛するオートクチュールのスタッフ（帽子、アクセサリー、靴、ヘアー等のデザイナー）と、万紀子と共に様々に打ち合わせを重ねた。当日コレクションでは、終了直後のレセプションの為に着た和服姿で、モデルの着せ付けするなど活躍した。
- 1965年　財団法人白南風社の理事長就任。「ファッションと色彩」の教育を始める（大阪／東京）（財）白南風社は、第２次大戦による戦争未亡人の自立のための授産事業として、秦万紀子が労働省の認可を得て設立した。編物手芸にデザイン・色彩・製図法の指導で付加価値を高めて提供をする授産事業を続けるも、戦後半世紀以上が経ち設立の意義を為し遂げ2009年に解散。

　 余剰金を公益財団法人日本編物検定協会へ寄付。
- 東洋紡績株式会社顧問。
- 1966年〜2001年Collection開催。デザインのみならず 構成/美術/照明/音響/演出 までを含めファッションの世界を超えて、環境アートの場を創り提示した。
- 2008年まで、年二度春夏/秋冬 秦砂丘子プレタ展示会を開催し、独自の色彩とイマジネーションあふれるニットの世界を展開した。ファッション ブランド「SUNAKO　HATA」「秦砂丘子ニット」も同様に多くのファンを得た。
- 1970年　第14回｢日本ファッション･エディターズ･クラブ賞(FEC賞)｣受賞
- 1991年　多岐なその創作活動が多年にわたり色彩による社会貢献に寄与したとして、日本の色彩の最高賞､第7回｢和田三造色彩賞｣受賞。創作活動に加えて、養母から引き継ぎ、率いた（財）白南風社や、公益財団法人日本編物検定協会での永年にわたる献身的な色彩教育活動も評価の対象となった。日本の色彩の最高賞。
- 1994年　第8回CSデザイン賞 実験部門金賞受賞　作品名／オットセイたちのプチ・モビール（’93秦砂丘子コレクション）
- 1995年 光州ビエンナーレ国際美術衣装展に日本の代表として出品。作品は光州美術館に永久保存される。

## 著書
- LIVE　日本色研事業 株式会社　1990年
- ファッショナブル　三笠書房　1974年